# Claudius Jacob Schive
Claudius Jacob Schive (1. september 1792 i Bergen – 26. februar 1878 i Sandnes, Rogaland) var en norsk ingeniør og numismatiker.
Schive blev officer 1808, med tjeneste i Danmark indtil marts 1814, da han søgte afsked og vendte tilbage til Norge. Som premierløjtnant ved Akershus skarpskytteregiment deltog han bl.a. i træfningen ved Matrand i Eidskog . Han gik efter krigen over i ingeniørbrigaden, hvor han avancerede til kaptajn. 1833 blev han direktør for Kanal-, Havne- og Fyrvæsenet, og i denne stilling fremmede han fyrvæsenets udvikling ved indførelsen af det franske linsesystem. 1840—75 var han toldkasserer i Stavanger og fik her anledning til at dyrke sine bredt anlagte numismatiske studier. Sin store samling af nordiske mønter (2207 numre, hvoraf 500 sjældne og 16 unica) solgte han omkring 1850 for et ubetydeligt vederlag til Bergens Museum. Af grundlæggende betydning var hans 1865 udgivne værk »Norges mynter i middelalderen«, hvortil slutter sig en række afhandlinger i Oslo Videnskabsakademis Forhandlinger. 